# Olive Danzé
Olive Danzé (* 27. März 1906 in Plogoff; † 2. Mai 1968 ebenda) war eine französische Benediktinerin, Mystikerin und Stigmatisierte.

## Leben und Werk

### Erscheinungen im Kindesalter
Olive Danzé wuchs als neuntes von elf Kindern armer Leute im äußersten Westen der Bretagne auf (in der gleichzeitig die Mystikerin Marie-Julie Jahenny, 1850–1941, lebte). Ab dem Alter von fünf Jahren hatte Olive nach eigenen Aussagen zahlreiche Jesuserscheinungen als Privatoffenbarungen. Der ihr erschienene Jesus zeigte sich in dem ihr entsprechenden Alter, sagte ihr voraus, sie werde seine Gemahlin (épouse) werden und offenbarte sich 1916 als Heiligstes Herz Jesu. 1920 erschien ihr die Jungfrau Maria und forderte sie auf, bei den Benediktinerinnen vom Heiligsten Sakrament in der Rue Tournefort in Paris einzutreten, um stellvertretend Buße zu tun für die Respektlosigkeit, die allenthalben der göttlichen Gegenwart in der Hostie entgegengebracht werde, und um den Menschen das Königtum Christi nahezubringen (Tu feras aimer sa Royauté) und Jesus zur Herrschaft zu verhelfen (Tu Le feras régner).

### Eintritt ins Pariser Kloster
Das Mädchen, das mit 15 Jahren aufhörte, körperlich zu altern, und weiterhin mit Puppen spielte, trat am 14. August 1926 in das Kloster der Rue Tournefort ein, wenige Monate, nachdem Papst Pius XI. am 11. Dezember 1925 in der Enzyklika Quas primas (auf französische Initiative hin) das Christkönigsfest eingesetzt hatte. Nach Postulat und Oblatenzeit wurde sie am 7. Juni 1928 als Benediktinerin eingekleidet und nahm den Ordensnamen Marie du Christ-Roi (Maria von Christ-König) an. Der ihr von Jesus verheißene Todestag 15. August 1928 erfüllte sich nicht. Nach dem Noviziat legte sie am 12. Juni 1929 die zeitliche Profess ab.

### Jesus als Christkönig
Im Kloster erlebte sie regelmäßig Ekstasen, in denen Jesus sie zum stellvertretenden Leiden aufforderte. Der Beichtvater des Klosters stellte ihre Stigmatisation fest. Sie drängte darauf, den Wunsch des ihr erscheinenden Jesus zu erfüllen und eine Kirche zu bauen, die „Christus König, Friedensfürst und Herr der Nationen“ (Christ-Roi. Prince de la paix. Maître des nations) zu weihen sei. In Begleitung ihrer Jesus-Erscheinung durfte sie dafür regelmäßig außerhalb des Klosters Spenden sammeln. In den Jahren 1927–1928 insistierte der ihr erscheinende Jesus auf seinem Königtum, bezeichnete sich auch als König von Frankreich und nannte Frankreich das „liebe Vaterland, das ich so von Herzen liebe“ (la belle patrie, tant aimée de mon coeur). Er diktierte ihr ein Christkönigsgebet, das vereinzelt auch heute noch gebetet wird, und drohte göttlichen Zorn an für den Fall der Nicht-Anerkennung seines Königtums und der Verweigerung von Gebet und Buße. Er bezeichnete das Zeitalter als dunkel und leer (obscur et vide) und versprach, Plagen zu schicken zur Vernichtung der „méchants, âmes critiques, blasphémateurs, profanateurs, menteurs et joueurs“. Mehrfach wurde sie von Jesus aufgefordert, für Charles Maurras zu beten, den Chef der Action française, die am 5. September 1926 von Pius XI. verurteilt worden war (1939 von Pius XII. aufgehoben).

### Vertreibung und Rückkehr
Erzbischof Louis-Ernest Dubois, der dem Wirken von Olive Danzé wohlgesinnt war und in Rom die Erlaubnis für den Kirchenbau eingeholt hatte, starb 1929. Weihbischof Eugène-Jacques Crépin (1861–1942) nutzte seine Agonie, um die Entfernung von Schwester Maria von Christ-König aus dem Kloster zu verfügen. Während dieses Exils, das bis zum 11. November 1934 dauerte, hielt sie sich in den Klöstern Mas-Grenier, Jouarre, Tourcoing, Arras, sowie bei den Franziskanerinnen auf. In Tourcoing und Arras stand sie unter dem Schutz des Kardinals Achille Liénart. Dank Kardinal Verdier durfte sie in das Pariser Kloster zurückkehren und blieb dort bis 1941. Zur Ablegung der ewigen Profess kam es nicht, da auch Verdier 1940 vorzeitig verstarb.

### Bau der Christkönigskirche
Ihre Rückkehr beförderte aufs Neue den von Jesus geforderten Kirchenbau, der von 1935 bis 1940 durch den Architekten Jules-Godefroy Astruc (1862–1955) im Innenhof des Klosters errichtet wurde. Die Spendengelder stammten zum überwiegenden Teil aus Irland, da das Kloster Beziehungen zu Erzbischof John Charles McQuaid (1895–1973), einem zeitweiligen Nachbarn, und zu Éamon de Valera unterhielt und Unterstützung durch die in Dublin ansässigen Josefschwestern von Cluny erfuhr.

### Endgültige Vertreibung 1941. Besuch bei Pius XII. 1953
Verdiers Nachfolger, Kardinal Emmanuel Suhard, verfügte 1941 (auf Anraten von Domkapitular Pierre Brot, 1892–1971) das endgültige Exil von Schwester Maria von Christ-König. Daraufhin wandte sich die Klosteroberin brieflich um Hilfe an den Papst. Am 4. Oktober 1941 erschien Kardinal Suhard mit Kanonikus Brot im Kloster, setzte die Oberin ab (die fünf Tage später verstarb) und eine der Mystikerin feindliche Schwester als Oberin ein. Deren Anordnung, Maria von Christ-König psychiatrisch untersuchen zu lassen, wurde von der Mehrheit der Mitschwestern verhindert.
Die Mystikerin wurde gezwungen, sich am 2. November 1941 mit zwei Begleiterinnen auf den Weg nach Rom zu machen, ein zu diesem Zeitpunkt unmögliches Unterfangen. Die drei Schwestern verbrachten deshalb die Zeit von 1941 bis 1953 in verschiedenen ihnen offenstehenden Häusern der Region Paris. Nach dem Krieg begaben sie sich zweimal nach Irland und wurden dort von den Geldgebern der Pariser Christ-Königs-Kirche mit allen Ehren empfangen. Dann reisten sie zum Papst und wurden am 14. November 1953 in Castelgandolfo in Privataudienz empfangen. Dort legte Schwester Maria von Christ-König in die Hände des Papstes ihre ewige Profess ab. Sein Versuch, im Pariser Kloster ihre Rehabilitierung zu erreichen, scheiterte. 

### Epilog in Agay, Plogoff und Paris
Auf dem Rückweg von Rom ließen sich die drei Benediktinerinnen in Agay nieder, einem Stadtteil von Saint-Raphaël, und blieben dort von 1954 bis 1958. Mehrfach reisten sie zu dem von Emma Tirelli gegründeten Kamaldulenserinnenkloster (mit Heiligtum des unbefleckten schmerzenden Herzens Mariens) in La Seyne-sur-Mer. Nach dem Tod Pius XII. wechselte die kleine Schwesterngemeinschaft in Olive Danzés Heimatort Plogoff, wo die Mystikerin (dank der Unterstützung durch ihre Familie) mit ihren Gefährtinnen 10 Jahre lang ein kärgliches Leben fristete und am 2. Mai 1968 starb. Die letztüberlebende Exil-Begleiterin, Schwester Marie-Cécile, starb 1998. In Paris wurde die 1956 zur Basilika erhobene Christkönigskirche 1977 abgerissen, nachdem das Kloster 1975 aus Mangel an Nachwuchs aufgegeben werden musste.

### Rezeptionsgeschichte
Olive Danzé schrieb ihre Erscheinungen aus dem Gedächtnis (mit der Schrift einer Erwachsenen) in Heften nieder. Der ehemalige Japanmissionar (1949–1983) Joseph-Marie Jacq (1922–1991), Bretone wie Olive Danzé, Zeuge der Marienerscheinung in Akita (1973), über die er publiziert hatte, befasste sich ab 1987 mit den vorhandenen Dokumenten, publizierte darüber in Japan, starb aber 1991 vor Abschluss seiner französischsprachigen Arbeiten. Henri-Pierre Bourcier, ein Spezialist der Mystikerin Marie-Julie Jahenny, nutzte den Nachlass für seine Publikation von 1992, in der die Niederschriften der Mystikerin mehr als 200 Druckseiten umfassen. Beide Quellen wurden 2001 von Jean-Baptiste Roussot in einem neuerlichen Buch resümiert. Die katholische Kirche vermeidet bislang jede offizielle Stellungnahme zum Fall Olive Danzé.